# Dady Aristide
Dady Aristide (6 giugno 1970) è un ex calciatore britannico, di ruolo centrocampista.

## Carriera

### Club
Nella stagione 2002-2003 ha giocato nel Masters. Dal 2015 al 2019 ha giocato nello SWA Sharks.

### Nazionale
Ha debuttato in Nazionale il 27 settembre 2000, nell'amichevole Isole Cayman-Turks e Caicos (3-0). Nel marzo 2015, all'età di 44 anni, scende in campo due volte con la maglia della Nazionale. Il 13 ottobre 2018, all'età di 48 anni e 129 giorni, scende in campo in Turks e Caicos-Guyana (0-8), divenendo uno dei calciatori più anziani di sempre a disputare incontri internazionali.

## Statistiche

### Cronologia presenze e reti in nazionale
| Cronologia completa delle presenze e delle reti in nazionale ― Turks e Caicos | Cronologia completa delle presenze e delle reti in nazionale ― Turks e Caicos | Cronologia completa delle presenze e delle reti in nazionale ― Turks e Caicos | Cronologia completa delle presenze e delle reti in nazionale ― Turks e Caicos | Cronologia completa delle presenze e delle reti in nazionale ― Turks e Caicos | Cronologia completa delle presenze e delle reti in nazionale ― Turks e Caicos | Cronologia completa delle presenze e delle reti in nazionale ― Turks e Caicos | Cronologia completa delle presenze e delle reti in nazionale ― Turks e Caicos |
| Data                                                                          | Città                                                                         | In casa                                                                       | Risultato                                                                     | Ospiti                                                                        | Competizione                                                                  | Reti                                                                          | Note                                                                          |
| ----------------------------------------------------------------------------- | ----------------------------------------------------------------------------- | ----------------------------------------------------------------------------- | ----------------------------------------------------------------------------- | ----------------------------------------------------------------------------- | ----------------------------------------------------------------------------- | ----------------------------------------------------------------------------- | ----------------------------------------------------------------------------- |
| 27-09-2000                                                                    | George Town                                                                   | Isole Cayman                                                                  | 3 – 0                                                                         | Turks e Caicos                                                                | Amichevole                                                                    | -                                                                             |                                                                               |
| 23-03-2015                                                                    | Basseterre                                                                    | Saint Kitts e Nevis                                                           | 6 – 2                                                                         | Turks e Caicos                                                                | Qual. Mondiali 2018                                                           | -                                                                             | 51’                                                                           |
| 26-03-2015                                                                    | Providenciales                                                                | Turks e Caicos                                                                | 2 – 6                                                                         | Saint Kitts e Nevis                                                           | Qual. Mondiali 2018                                                           | -                                                                             |                                                                               |
| 13-10-2018                                                                    | Providenciales                                                                | Turks e Caicos                                                                | 0 – 8                                                                         | Guyana                                                                        | Qual. Gold Cup 2020                                                           | -                                                                             |                                                                               |
| Totale                                                                        |                                                                               | Presenze                                                                      | 4                                                                             |                                                                               | Reti                                                                          | 0                                                                             |                                                                               |